# Adoration (película de 2008)
Adoration es una película dramática canadiense de 2008 dirigida por Atom Egoyan y protagonizada por Rachel Blanchard, Scott Speedman y Devon Bostick. La cinta se estrenó en el Festival de Cannes de 2008. Recibió el Premio del Jurado Ecuménico y estuvo nominada a la Palma de Oro. Ganó el Premio a la Mejor Película Canadiense en el Festival Internacional de Cine de Toronto de 2008. Participó asimismo en el Festival Internacional de Cine de San Francisco. Para esta historia Egoyan se basó en parte en el asunto Hindawi de 1986.

## Trama
Profesora de francés de secundaria, Sabine lee a su clase una noticia como ejercicio de traducción en donde se informa de un terrorista que puso una bomba en el equipaje de su novia embarazada. Si hubiese estallado la habría matado a ella, a su hijo sin nacer, y a muchas otras personas, pero fue descubierta a tiempo por el personal de seguridad israelí.
Durante la traducción, Simon, que vive con su tío Tom, imagina que el tema de la noticia es el de su propia familia: que su padre palestino Sami era el terrorista; la mujer, su madre Rachel, una gran violinista; y él su hijo aún por nacer. Años antes, Sami estrelló el carro de la familia, muriendo él y Rachel, dejando huérfano a Simon. Influenciado por su abuelo, a quien no le gustaba Sami, Simon siempre ha temido que el choque no haya sido accidental.
Sabine le pide que desarrolle la historia como un ejercicio dramático, para leérselo a la clase, pretendiendo que fue factual para lograr un efecto dramático. Lo hace, y la discusión salta a internet. Sabine es expulsada por haber hecho mentir a Simon.
Tom, conductor de camión, remolca el auto de Sabine. Ella lo sigue en un taxi, y por teléfono le propone cenar en un restaurante. Luego le revela que estuvo casada con Sami durante cinco años, hasta que este conoció a Rachel.

## Reparto
- Rachel Blanchard como Rachel.
- Scott Speedman como Tom.
- Devon Bostick como Simon.
- Arsinée Khanjian como Sabine.
- Kenneth Welsh como Morris.
- Noam Jenkins como Sami.